# Aleksandra Pijanowska-Adamczyk
Aleksandra Zofia Pijanowska Adamczyk (ur. 11 maja 1922 w Łodzi, zm. 12 grudnia 2022) – polska poetka i partyzantka, podporucznik Wojska Polskiego.

## Życiorys
Ukończyła szkołę powszechną im. Emilii Plater w Łodzi oraz gimnazjum Żeńskie Heleny Miklaszewskiej. Podczas II wojny światowej początkowo należała do szkolnego Przysposobienia Wojskowego Kobiet, następnie została powołana do pomocniczej służby wojskowej Armii „Łódź”, podczas której uczestniczyła w obronie Warszawy (1939). Powróciwszy do Łodzi pracowała przymusowo w łódzkim przemyśle zbrojeniowym, jednocześnie działając w konspiracji ZWZ-AK. Podczas okupacji pisała wiersze i teksty piosenek partyzanckich, które m.in. przesyłała partyzantom AK na Zamojszczyźnie. W 1946 rozpoczęła studia humanistyczne w Łodzi, które kontynuowała we Wrocławiu, gdzie Ukończyła Studium Oświaty i Kultury Dorosłych. Pracowała jako starszy bibliotekarz i kierownik filii bibliotek dzielnicowych i szpitalnej we Wrocławiu, w których była organizatorką imprez kulturalnych, literacko-muzycznych i spotkań z pisarzami.
Swoje debiutanckie wiersze „Czuwanie” i „Powrót” publikowała m.in. w „Chłopskiej Drodze”, „Dzienniku Łódzkim”, a także w 1948 w antologii młodych poetów łódzkich pt. „Różnie idąc”, redagowanej przez Koło Polonistów przy Uniwersytecie Łódzkim. Należała do łódzkiego „Klubu Pickwicka”, Koła Młodych Związku Literatów Polskich. W 1972 została wyróżniona na IX Poetyckiej Wiośnie Kłodzkiej.
Została pochowana na cmentarzu Osobowickim we Wrocławiu.

## Wyróżnienia
- Medal „Za udział w wojnie obronnej 1939”,
- Krzyż Armii Krajowej,
- Odznaka „Weteran Walk o Wolność i Niepodległość Ojczyzny”,
- Odznaka pamiątkowa Akcji „Burza”,
- Złoty Krzyż Zasługi,
- Odznaka „Zasłużony Działacz Kultury”,
- Złota Odznaka „Zasłużony dla Dolnego Śląska” (2013)[1].

## Publikacje
- Pejzaż z pamięci, Wydawnictwo Arboretum, 1995, ISBN 978-83-86308-10-1
- Przechowalnia zamknięta: wiersze z lat 1943–1997, Oficyna Wydawnictwo ATUT, 2002, ISBN 978-83-89247-00-1
- Przewiało – spłowiało, Oficyna Wydawnicza Atut – Wrocławskie Wydawnictwo Oświatowe, 2005, ISBN 978-83-7432-052-8
- Przez niedomknięte drzwi: opowiadania, Black Unicorn, 2010, ISBN 978-83-60616-90-1
- Kto ma klucza od Góry?, Wydawnictwo Astrum, 2018, ISBN 978-83-7277-907-6